# Costus bullatus
Costus bullatus là một loài thực vật có hoa trong họ Costaceae. Loài này được Meekiong, Muliati & Ipor mô tả khoa học đầu tiên năm 2006.